# قتل خانواده لاوسون

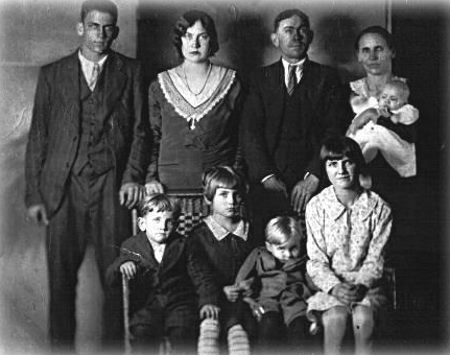
آخرین عکس خانوادهٔ لاوسون که چند روز قبل از قتل همگی (به جز آرتور) گرفته شده بود. ساعت‌گرد از بالا سمت چپ: آرتور (۱۶ ساله)، ماری (۱۷ ساله)، چارلز (۴۳ ساله)، فانی (۳۷ ساله) که مری لوی نوزاد را در آغوش گرفته، کری (۱۲ ساله)، ریموند (۲ ساله)، میبل (۷ ساله) و جیمز (۴ ساله).

قتل خانوادهٔ لاوسون به حادثه‌ای اشاره دارد که در ۲۵ دسامبر ۱۹۲۹ در گرمانتون، کارولینای شمالی رخ داد و طی آن شخصی به‌نام چارلز لاوسون، همسر و شش فرزند (از هفت فرزندش) را به قتل رساند.

## پیشینه
چارلز لاوسون در سال ۱۹۱۱ با فانی مَنرینگ ازدواج کرده بود و از او هشت فرزند داشت. فرزند سوم‌شان ویلیام (زادهٔ ۱۹۱۴) در سال ۱۹۲۰ بر اثر بیماری درگذشت. لاوسون در سال ۱۹۱۸، به تبعیت از برادران کوچکترش ماریون و اِلیا، به منطقهٔ گرمانتون نقل مکان کرد. کار لاوسون‌ها در زمینهٔ کشت تنباکو بود و تا سال ۱۹۲۷ آن‌قدر سرمایه اندوختند که مزرعهٔ خودشان را خریداری کنند.

## قتل‌های سال ۱۹۲۹
کوتاه زمانی پیش از کریسمس سال ۱۹۲۹ چارلز لاوسون، همسر و هفت فرزندش را برای خرید لباس نو و گرفتن عکس خانوادگی به شهر برد. این‌کار برای یک خانوادهٔ روستایی از طبقهٔ کارگر در آن دوران معمول نبود و منجر به گمانه‌زنی‌هایی شد مبنی بر این‌که لاوسون از قبل برای کشتن خانواده‌اش برنامه‌ریزی کرده‌است. با این‌حال در گزارش آسوشیتد پرس که روز بعد از حادثه منتشر شد از لاوسون به‌عنوان «کشاورز مرفه» یاد شده و بر این مبنا خرید کریسمس هم معقول به نظر می‌رسد.
بعدازظهر ۲۵ دسامبر، لاوسون ابتدا کِری و میبل را (که از خانهٔ عمو و عمه‌شان برمی‌گشتند) هدف گلوله قرار داد. او که در انبار تنباکو کمین کرده بود، زمانی که بچه‌ها در تیررسش قرار گرفتند با یک شاتگان ۱۲ گِیج به‌شان شلیک کرد و جنازه‌ها را به انبار برد. سپس به سمت خانه رفت و به فانی که در ایوان بود شلیک کرد. به محض شلیک، ماری که داخل بود فریاد کشید و این در حالی بود که جیمز و ریموند (دو پسر کوچک خانواده) تلاش می‌کردند جان‌پناهی پیدا کنند. لاوسون ابتدا به ماری شلیک کرد و پس از او دو پسر را هم پیدا کرد و کشت. مری لوی نوزاد آخرین نفری بود که با گلولهٔ لاوسون کشته شد. پس از آن لاوسون به جنگل‌های اطراف مزرعه رفت و چند ساعت بعد به خودش شلیک کرد. تنها بازماندهٔ حادثه، پسر بزرگش آرتور بود که پدرش پیش‌تر او را پی کاری به بیرون مزرعه فرستاده بود.
جسد اعضای خانواده در حالی پیدا شد که دست‌هایشان روی سینه و سنگی زیر سرشان قرار داده شده بود. مدتی بعد افرادی که پس از وقوع قتل‌ها در مزرعه جمع شده بودند، صدای تیراندازی لاوسون به خودش را شنیدند و یک افسر پلیس (که همراه آرتور بود) جسد لاوسون را به همراه نامه‌هایی به والدینش در جنگل پیدا کرد.

## دلایل احتمالی قتل

### آسیب‌دیدگی سر لاوسون
ماه‌ها قبل از این رویداد، لاوسون از ناحیهٔ سر مجروح شده بود. به عقیدهٔ برخی از دوستان و بستگان، این جراحت باعث تغییر وضعیت روحی او شده بود. با این حال پس از کالبدشکافی و آنالیز مغز او در بیمارستان جانز هاپکینز فرضیهٔ آسیب‌دیدگی مغزی رد شد.

### شایعهٔ بارداری ماری از چارلز لاوسون
ادعای سوء استفادهٔ جنسی چارلز لاوسون از دخترش اولین‌بار در سال ۱۹۹۰ و در کتاب کریسمس سفید، کریسمس خونین به قلم ترودی جی. اسمیت و به نقل از یک منبع ناشناس مطرح شد. او مدتی پس از قتل و زمانی که حوالی خانهٔ لاوسون‌ها در حال گشت زدن بود این شایعه را شنیده بود. یک روز پیش از انتشار کتاب، اسمیت از یکی از لاسون‌ها به‌نام استلا تماس تلفنی دریافت کرد که در زمان نگارش کتاب هم با او صحبت کرده بود. استلا لاوسون در آن مکالمه گفت که فانی پیش از مرگش، به خواهرشوهرها و عمه‌هایش گفته بوده که نگران رابطه نامشروع چارلز و ماری است. یکی از این خواهرشوهرها جتی لاوسون، مادر استلا بود که در اوایل سال ۱۹۲۸ درگذشت. این بدان معناست که فانی مدت‌ها پیش از حادثهٔ دسامبر ۱۹۲۹ بابت زنای با محارم به همسرش مشکوک بوده‌است.
حمایت بیشتر از این نظریه در کتاب «معنی اشکهای ما» (۲۰۰۶) به قلم همین نویسنده مطرح شد. در این کتاب به نقل از یکی از دوستان نزدیک ماری لاوسون به‌نام اِلا مِی آمده‌است که چند هفته قبل از کریسمس ۱۹۲۹، ماری به او گفته بوده که از پدرش باردار است و فانی هم از این موضوع خبر دارد.

## میراث
این رویداد الهام بخش تعدادی ترانه از جمله بالاد «قتل خانوادهٔ لاوسون» بوده که گروه بلوگرَس استنلی برادرز در ۱۹۵۶ منتشر کردند.